# Fonderie d'art
Ne doit pas être confondu avec Fonte d'art.
La fonderie d'art est un procédé de formage d'œuvres d'art ou de pièces d'ornementation métalliques, qui consiste à couler un métal ou un alliage liquide dans un moule pour reproduire, après refroidissement, une pièce donnée (forme intérieure et extérieure) en limitant autant que possible les travaux ultérieurs de finition.
Suivant le métal mis en œuvre on distingue :
- La Sculpture en bronze qui concerne la réalisation d'œuvres en bronze (alliage de cuivre et d'étain).
- Les bronzes d'art concernant la reproduction en série d'œuvres en bronze.
- La Fonte d'art, désignant la production en fonte (alliage de fer et de carbone), de pièces ornées de série (principalement de la statuaire et du mobilier urbain).